# Pícnic Paneuropeo
El Pícnic Paneuropeo (en alemán: Paneuropäisches Picknick; en húngaro: páneurópai piknik; en eslovaco: Paneurópsky piknik) fue un evento que tuvo lugar en la frontera entre Austria y Hungría el 19 de agosto de 1989, cerca de Sopron (Hungría).

## El evento

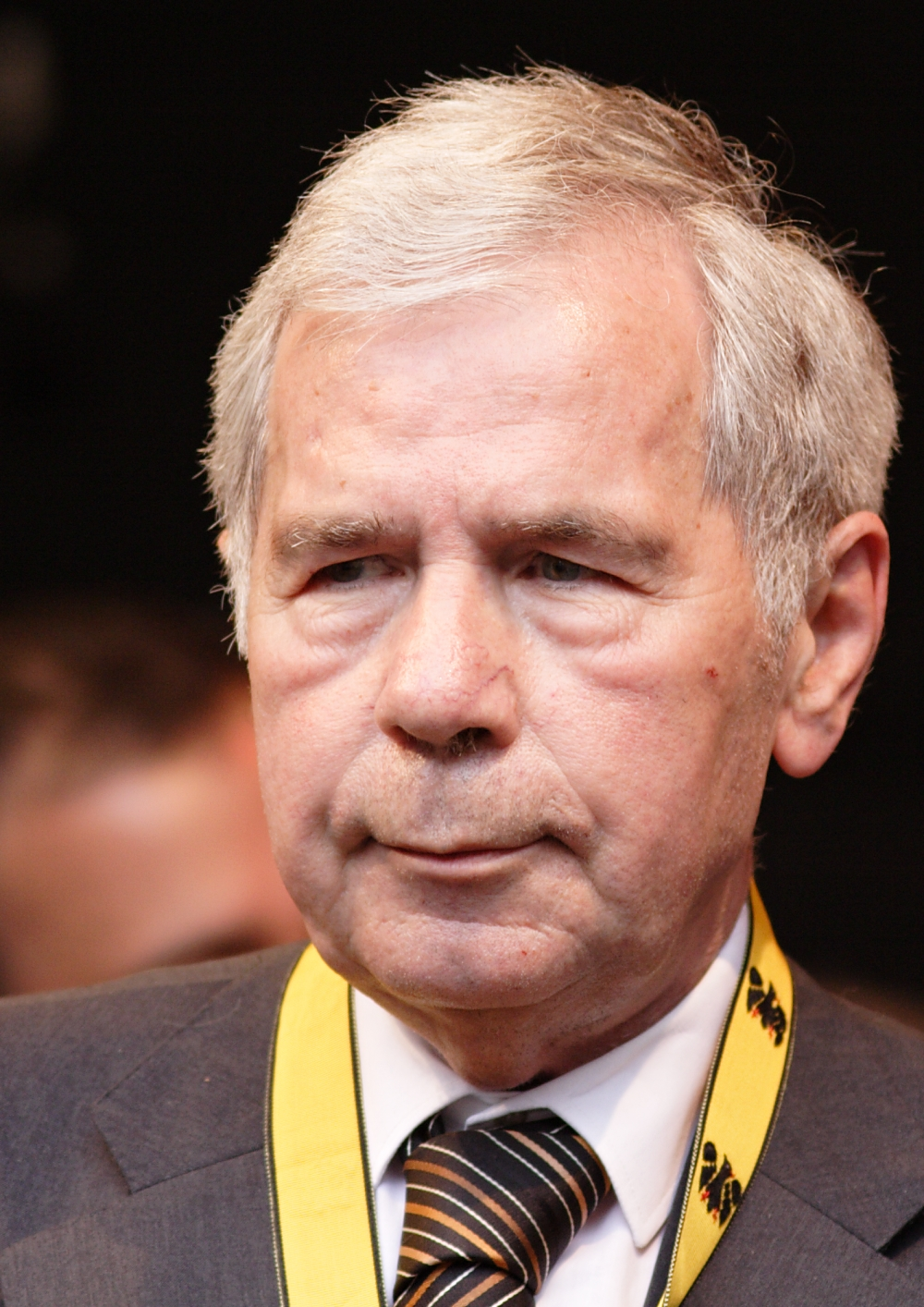
Primer ministro húngaro Gyula Horn.

El pícnic fue planificado por el ministro de asuntos exteriores húngaro Gyula Horn y su colega austríaco Alois Mock como una demostración de pacifismo por iniciativa húngara y se convertiría en un primer paso hacia la caída del muro de Berlín. Ambos países accedieron a abrir un paso en la alambrada de la frontera, entre Sankt Margarethen im Burgenland y Sopronkőhida (Steinambrückl), en el lado húngaro de la frontera.
Los invitados que guiaron el evento fueron Otto von Habsburg y el ministro húngaro Imre Pozsgay. La persona encargada de cortar la alambrada era la secretaria general de la Unión Internacional Paneuropea, Walburga Habsburg Douglas. El agujero tenía que permanecer abierto simbólicamente durante tres horas.

### Los problemas
Más de 600 ciudadanos de la República Democrática de Alemania aprovecharon la oportunidad para atravesar el telón de acero hacia el oeste. Sabían del evento por medio de sus organizadores. En esos momentos, la policía fronteriza húngara tenía aún órdenes de disparar a cualquiera que cruzara la frontera de forma ilegal. Sin embargo, en esta ocasión actuaron con prudencia y no tirotearon a los que huían.

### Resultado
El número real de personas que cruzaron la frontera para entrar en el oeste fue de sólo unos pocos centenares ese primer día. Los días siguientes, la frontera estuvo vigilada con mayor celo, debido a órdenes del gobierno de Hungría. Por tanto, un menor número de personas consiguieron evadirse durante esos días. Hungría abrió sus fronteras a los ciudadanos de la Alemania del Este el 11 de septiembre de 1989.

## Rememoración del pícnic
Hoy día, el Pícnic Paneuropeo es visto como uno de los sucesos significativos para el fin de la República Democrática de Alemania y de la Guerra Fría, la caída del Telón de Acero y la reunificación de las dos Alemanias.
El Pícnic se celebra anualmente el 19 de agosto en el mismo sitio donde se abrió la frontera.

### Conmemoraciones
Obras de artistas húngaros se encuentran expuestas actualmente en el lugar donde se cortó la alambrada. Muestran una puerta entreabierta.
En 1996, se construyó una estatua de 10 metros en Fertőrákos, cerca de Sopron. Creada por Gabriela von Habsburg, muestra un pedazo de alambre de espino. Vista de lejos, su forma recuerda a la de una cruz.